# Tough Love
Albums de Jessie Ware
Devotion
(2012)
Singles
1. Tough Love
Sortie : 23 juin 2014
2. Say You Love Me
Sortie : 28 septembre 2014
3. You & I (Forever)
Sortie : 12 janvier 2015
4. Champagne Kisses
Sortie : 14 février 2015

Tough Love est le nom du deuxième album de la chanteuse britannique Jessie Ware, sorti le 13 octobre 2014 au Royaume-Uni et le 24 octobre 2014 aux États-Unis sur les labels PMR, Island et Interscope.

## Liste des pistes
| 1.  | Tough Love                  | Jessie Ware, Benny Blanco, Ben Ash                         | BenZel              | 3:26 |
| 2.  | You & I (Forever)           | Ware, Blanco, Ash, Miguel Pimentel                         | BenZel              | 3:58 |
| 3.  | Cruel                       | Ware, James Ford, Dave Okumu                               | Okumu, Ford         | 3:52 |
| 4.  | Say You Love Me             | Ware, Blanco, Ash, Ed Sheeran                              | BenZel              | 4:17 |
| 5.  | Sweetest Song               | Ware, Okumu, Sam Dew                                       | Okumu               | 3:27 |
| 6.  | Kind Of...Sometimes...Maybe | Ware, Blanco, Ash, Pimentel                                | BenZel              | 3:34 |
| 7.  | Want Your Feeling           | Ware, Dev Hynes                                            | Ford                | 4:21 |
| 8.  | Pieces                      | Ware, James Napier, William Phillips                       | Emile Haynie, Hwang | 3:25 |
| 9.  | Keep on Lying               | Ware, Dew, Matthew Walker                                  | Julio Bashmore      | 3:28 |
| 10. | Champagne Kisses            | Ware, Blanco, Ash                                          | BenZel              | 3:22 |
| 11. | Desire                      | Ware, Paul Jefferies, Tom Hull, Daniel Daley, Mitchum Chin | Nineteen85          | 3:11 |

| 12. | All on You      | Ware, Okumu, Dew        | Okumu          | 5:13 |
| 13. | Share It All    | Ware, Romy Madley-Croft | Julio Bashmore | 4:18 |
| 14. | The Way We Are  | Ware, Napier, Ford      | Ford           | 3:29 |
| 15. | Midnight Caller | Ware, Ford              | Ford           | 4:38 |

## Classements
| Classement (2014)                | Meilleure position |
| -------------------------------- | ------------------ |
| Australie (ARIA, Digital Albums) | 45                 |
| Belgique (Flandre Ultratop)      | 29                 |
| Belgique (Wallonie Ultratop)     | 61                 |
| France (SNEP)                    | 172                |
| Allemagne (Media Control AG)     | 71                 |
| Irlande (IRMA)                   | 23                 |
| Pologne (ZPAV)                   | 6                  |
| Écosse (OCC)                     | 11                 |
| Suisse (Schweizer Hitparade)     | 40                 |
| Royaume-Uni (UK Albums Chart)    | 9                  |
| États-Unis (Billboard 200)       | 50                 |

## Certifications
| Pays    | Organisme | Certification | Exemplaires vendus |
| ------- | --------- | ------------- | ------------------ |
| Pologne | ZPAV      | Or            | 10 000             |

## Historique des sorties
| Pays        | Date            | Label                  | Format(s)                      | Édition          |
| ----------- | --------------- | ---------------------- | ------------------------------ | ---------------- |
| Royaume-Uni | 13 octobre 2014 | PMR, Island            | CD, LP, téléchargement digital | Standard, deluxe |
| États-Unis  | 24 octobre 2014 | Cherrytree, Interscope | CD, LP, téléchargement digital | Standard, deluxe |